# 江夏のオールスター9連続奪三振
江夏のオールスター9連続奪三振（えなつのオールスター9れんぞくだつさんしん）は、1971年7月17日に行われた、日本プロ野球のオールスターゲーム第1戦（西宮球場）における江夏豊が記録した9連続奪三振である。

## 背景
プロ野球、セントラル・リーグの阪神タイガースに所属していた江夏豊は1971年5月5日に先発投手として登板していたが、3回1死後に脈拍数が160を超え、降板した。当時の球団は江夏に対してこれを秘密にしていたが「何万人に1人」の心臓病だと言われていた。また江夏は酒は飲まないが、タバコを多い時で1日あたり最大で約80本吸い（後に同約20本に減らした）、不規則・不摂生の生活を送っていた。それだけではなく、前年に起こった黒い霧事件にも巻き込まれていた。
7月に入ってからの江夏は「何でか知らんが、今年はコントロールが悪いねん」と自分の投球内容に対しての不満を述べていたという。この年のオールスターゲーム前の成績は防御率3.12で6勝9敗と負け越していたが、7月9日に結果が発表されたオールスターのファン投票では、セントラル・リーグの投手部門で見事1位に輝いた。
江夏は日刊スポーツ紙の取材で、日本プロ野球どころか過去のメジャーリーグベースボールでも1度も達成されていない9連続奪三振の達成を予告したが、「江夏は九人全部、三振にとったるワ…とジョークも言った」と2面のほんの片隅に、わずか一行記事で片付けられた。
記録の背景にはスポーツ紙の記者の挑発があった。この年は球宴前まで6勝9敗。ファン投票で選ばれたのが申し訳ないほどだった。記者は「ようそんな成績で出てきたな。ちょっとお客さんが喜ぶようなことをやってみな」とたきつけてくる。自分がお客さんを喜ばせるとしたら三振しかないだろう—私の履歴書　江夏豊（日本経済新聞、2017年12月20日）
7月17日に西宮球場で開催されたオールスターゲーム第1戦の全セの先発バッテリーは江夏と田淵幸一。この年の田淵は腎炎を罹った影響で捕手としてほとんど試合に出ておらず（主に右翼手として出場。捕手は辻恭彦が務めていた）、シーズン中にはまだ一度も組まれていないバッテリーだった。

## 内容
投球内容は、振ス=空振りストライク、逃ス=見逃しストライク、フ=ファウル、ボ=ボール

### 1回裏:14球
ロッテ：有藤通世（ボ、フ、ボ、フ、振ス）
- 2ストライク2ボールから空振り三振を喫した。有藤「フォークでやられた。やっぱりピッチングが上手いわ。速い上にコントロールがいい」[4]

西鉄：基満男（フ、ボ、ボ、逃ス、振ス）
- 2ストライク2ボールから空振り三振を喫した。基「スピードは近鉄の鈴木啓示とそんなに変わらんけど、いいとこ突いてくるわ。上手い！」[4]

阪急：長池徳二（振ス、逃ス、ボ、振ス）
- 2ストライク1ボールから空振り三振を喫した。長池「カーブかなぁ…。エッ、相手はフォークと言ってるの？とにかく球の切れが凄かった」[4]

江夏は「この中で一番用心したのは長池さんです。何しろ32試合連続安打男でしたから、僕はただ1球だけフォークボールを投げました」と語っている。有藤に投じたのはフォークではなく、カーブ。基には速球。長池に投げたフォークは厳密に言えば、スプリットフィンガード・ファストボール（SFF）。投手としては極端に指が短い江夏が、この年の春に考案した新魔球だった。1980年代終盤に日本プロ野球でブームになるより20年近くも前に投げていた。

### 2回裏:14球
ロッテ：江藤愼一（逃ス、逃ス、ボ、ボ、振ス）
- 2ストライク2ボールから空振り三振を喫した。江藤「俺が三振した球はカーブだった。江夏とは2年ぶりに対戦したが、やっぱり違うぜ」[4]

近鉄：土井正博（フ、逃ス、振ス）
- 2ストライク0ボールから空振り三振を喫した。土井「今年は調子が悪いと聞いていたが、とんでもない。凄いスピードボールを投げてきたよ。あっという間に、ボール球を振らされていた」[4]

西鉄：東田正義（フ、ボ、フ、ボ、フ、逃ス）
- 2ストライク2ボールから見逃し三振を喫した。東田「カーブを思わず見送ってしまった。恥ずかしいよ。それにしても、こっちの打ち気を外し、タイミングをズラせてくれるのは大したもんだ」[4]

江夏は「江藤さんには中日時代にバカスカ打たれましたからなぁ、緊張しましたわ」と語っている。実は江藤を空振りさせた球は速球だったが、江藤には鋭く変化したカーブと思われてしまった。この回の表に、江夏は阪急の米田哲也のカーブを右翼スタンドへ、豪快に3点本塁打を放っている。

### 3回裏:13球
阪急：阪本敏三（振ス、ボ、振ス、フ、ボ、逃ス）
- 2ストライク2ボールから見逃し三振を喫した。阪本「実はバントも考えた。でも、そんなミミっちいことも出来んし…。ストレートばかりでやられたよ」[6]

江夏は「オレは落合クラスより、阪本みたいなタイプがいちばんあかんねん。打席で何考えてるかさっぱりわからんやろ」と述懐している。水本義政は、江川卓が1984年のオールスターで8連続奪三振を記録しながら最後に大石第二朗にゴロを打たれて大記録に届かなかったことと合わせて「得てしてこういう小兵によって"大魚"は逃してしまうものだ」と記している。
阪急：岡村浩二（逃ス、フ、振ス）
- 2ストライク0ボールから空振り三振を喫した。岡村「速い！速過ぎるわ、スピード違反や。思わず高めのボールに手を出してしまった」[6]

阪急：加藤秀司（振ス、ボ、フ、振ス）
- 2ストライク1ボールから空振り三振を喫した。加藤「僕で新記録と言うから、何とかバットに当てようとしたんだが…かすりもせんですよ。速かったなぁ！」[6]

3回のマウンドに上がった時に、江夏は球場内が不気味なほど静かだと感じていた。9人目の打者、加藤が1ストライク1ボールからの3球目、一塁側バックネット方向にファウルを打ち上げた。マスクを捨ててこの打球を追おうとした田淵に対し、江夏は「追うなっ！」と叫んだ。田淵も直ぐに打球を追うのをやめた。後に江夏はファウルなんか追わなくていい、早くこの緊迫感から逃れたい心境だったと語っている。江夏は次の投球で、ストライクゾーンど真ん中に速球を投げ込み、加藤はフルスイングで空振り三振に倒れた。達成の瞬間に大歓声が球場全体を覆った。江夏は両手を挙げ、満面の笑みを浮かべた。

## 余波
- 全セはこの第1戦で、江夏の後に渡辺秀武（巨人）、高橋一三（巨人）、水谷寿伸（中日）、小谷正勝（大洋）の4投手が継投し、オールスターゲーム史上初のノーヒットノーランを記録した。
- また江夏は1970年のオールスターゲームでも5連続奪三振を記録しているので、これでトータル14連続奪三振となった[8]。後楽園球場で開催された第3戦に6回から3番手で登板した江夏は、最初の打者・江藤も三振させた。続くトータル16人目の打者で第1戦欠場の野村克也（南海）はバットを短く持ち、それを見た江夏は思わずマウンド上で吹き出してしまった[5]。野村は1球目の真ん中への速球をバットに当てて二塁ゴロに倒れ、連続奪三振記録は15で終わった[5]。野村は、「パ・リーグで育った者として、連続だけはなんとしても止めたかった」とコメントしている。

## スコア
|              | 1 | 2 | 3 | 4 | 5 | 6 | 7 | 8 | 9 | R | H | E |
| ------------ | - | - | - | - | - | - | - | - | - | - | - | - |
| セントラル   | 0 | 4 | 0 | 0 | 0 | 0 | 1 | 0 | 0 | 5 | 6 | 2 |
| パシフィック | 0 | 0 | 0 | 0 | 0 | 0 | 0 | 0 | 0 | 0 | 0 | 0 |

1. セ：江夏、渡辺秀、高橋一、水谷寿、小谷 - 田淵、大矢
2. パ：米田、鈴木啓、太田、皆川、村田 - 岡村、醍醐
3. 勝利：江夏
4. 敗戦：米田
5. 本塁打
セ：江夏（2回3点）
6. 審判
［球審］岡田功
［塁審］久喜・福井・加藤
［外審］山本文・中村浩
7. 試合時間：2時間18分